# Neolophonotus leucothrix
Neolophonotus leucothrix là một loài ruồi trong họ Asilidae. Neolophonotus leucothrix được Londt miêu tả năm 1985. Loài này phân bố ở vùng nhiệt đới châu Phi.